# Choisies
Choisies település Franciaországban, Nord megyében. Lakosainak száma 44 fő (2022. január 1.). Choisies Aibes, Solrinnes, Dimechaux és Obrechies községekkel határos.

## Népesség
A település népességének változása:
| Lakosok száma | 62   | 54   | 52   | 51   | 49   | 48   | 46   | 44   |
|               | 2013 | 2015 | 2017 | 2018 | 2019 | 2020 | 2021 | 2022 |